# HD 149009
HD 149009，又名BD+22 2983，SAO 84423、HR 6154，是一颗恒星，视星等为5.76，位于銀經39.98，銀緯40.21，其B1900.0坐标为赤經16h 26m 56.6s，赤緯+22° 40.21′ 37″。